# Troféu Joan Gamper de 2012
O Troféu Joan Gamper de 2012 foi a quadragésima oitava edição do evento e, como em todas as edições, teve como país-anfitrião a Espanha. A competição foi disputada no dia 20 de agosto. O adversário do Barcelona foi a Sampdoria da Itália.
O Barcelona disputou o jogo com uma equipe formada basicamente por jovens atletas, exceto os jogadores da equipe principal David Villa, Ibrahim Afellay e José Manuel Pinto, e acabou superado pela Sampdoria por 1 a 0, gol de Roberto Soriano.

## Jogo
| 20 de agosto | Barcelona | 0 – 1 | Sampdoria  | Camp Nou, Barcelona                                 |
| 17:00 UTC−3  |           |       | 1' Soriano | Público: 55 498 Árbitro: ESP José Teixeira Vitienes |

| Barcelona | Sampdoria |

| BARCELONA:    |  |               |     |
|               |  |               |     |
| G             |  | Pinto         | 69' |
| LD            |  | Montoya       |     |
| Z             |  | Fontàs        | 56' |
| Z             |  | Bartra        |     |
| LE            |  | Planas        | 82' |
| V             |  | Espinosa      | 77' |
| M             |  | Dos Santos    | 82' |
| M             |  | Sergi Roberto | 69' |
| A             |  | Deulofeu      |     |
| A             |  | Villa         | 69' |
| A             |  | Afellay       | 82' |
| Substitutos:  |  |               |     |
| G             |  | Oier          | 69' |
| Z             |  | Sergi Gómez   | 56' |
| LD            |  | Patric        | 69' |
| LE            |  | Grimaldo      | 82' |
| V             |  | Ilie          | 82' |
| M             |  | Lobato        | 77' |
| M             |  | Dongou        | 82' |
| A             |  | Román         | 69' |
| Técnico:      |  |               |     |
| Tito Vilanova |  |               |     |

| SAMPDORIA:   |  |              |     |
|              |  |              |     |
| G            |  | Romero       |     |
| LD           |  | Berardi      |     |
| Z            |  | Gastaldello  | 60' |
| Z            |  | Rossini      |     |
| LE           |  | Costa        | 45' |
| V            |  | Tissone      | 76' |
| M            |  | Soriano      | 70' |
| M            |  | Obiang       | 45' |
| A            |  | Estigarribia |     |
| A            |  | Juan Antonio | 60' |
| A            |  | Maxi López   | 60' |
| Substitutos: |  |              |     |
| M            |  | Sampietro    | 76' |
| LE           |  | Castellini   | 45' |
| M            |  | Renan        | 45' |
| A            |  | Pozzi        | 60' |
| M            |  | Krstičić     | 60' |
| Z            |  | Mustafi      | 60' |
| M            |  | Munari       | 70' |
| Técnico:     |  |              |     |
| Ciro Ferrara |  |              |     |

## Premiação
| Troféu Joan Gamper de 2012          |
| ----------------------------------- |
| Sampdoria Campeão (Primeiro título) |